# Хаутаваара
Ха́утаваа́ра (карел. Hautavuara или карел. и фин. Hautavaara) — деревня в составе Вешкельского сельского поселения Суоярвского района Республики Карелия Российской Федерации.

## Общие сведения
Расположена на западном берегу озера Усмитсанъярви. 

## История
Во время Великой Отечественной войны была оккупирована.
В 1944 году в районе деревни проходили бои Свирско-Петрозаводской операции.
В деревне находится памятник истории — братская могила советских воинов, погибших в годы Советско-финской войны (1941—1944).

## Население
| 2002 | 2009 | 2010 | 2013 |
| ---- | ---- | ---- | ---- |
| 43   | ↘27  | ↗31  | ↗32  |

## Транспорт
Проходит автодорога Петрозаводск — Суоярви. В 3 километрах к западу находится платформа Хаутаваара  на 426 км железнодорожной линии Суоярви — Петрозаводск. 